# Minúscula 36
Minúscula 36 (en la numeración Gregory-Aland), A20 (Soden) es un manuscrito griego en minúsculas del Nuevo Testamento escrito en vitela. Es datado paleográficamente en el siglo XII. Tiene contenidos complejos y marginalia completa.

## Descripción
El códice contiene el texto completo de los cuatro Evangelios en 509 hojas de pergamino (29.3 cm por 21.3 cm). El texto está escrito en 1 columna por página, 19 líneas por página.
El texto de los Evangelios está dividido de acuerdo a los κεφαλαια (capítulos), cuyos números se colocan al margen del texto, y los τιτλοι (títulos) en la parte superior de las páginas. Tiene una división de acuerdo con las Secciones Amonianas, con referencias a los Cánones de Eusebio.
Contiene la Epistula ad Carpianum, las tablas de los Cánones de Eusebio, Prolegómenos a Marcos, tablas de los κεφαλαια (tablas de contenido) antes de cada Evangelio, Prolegómenos, ilustraciones y comentarios (en Marcos, Victorino).
Contiene un escolio cuestionable en el final más largo de Marcos.

## Texto
El texto griego de este códice es representativo del tipo textual bizantino. Aland lo colocó en la Categoría V.
No fue examinado usando el Perfil del Método de Claremont.
En Lucas 16:19 el manuscrito tiene escolio en un margen de fecha incierta ευρον δε τινες και του πλουσιου εν τισιν αντιγραφοις τουνομα Νινευης λεγομενον. El manuscrito 37 tiene el mismo escolio. Actualmente se conoce solo un manuscrito griego con la variante textual ονοματι Ν[ιν]ευης (con el nombre N[in]eue) en Lucas 16:19, el Papiro 75. Esta lectura también la tiene la versión sahídica.

## Historia
El manuscrito fue datado por Scholz en el siglo XI; por Gregory, en el siglo X.  Actualmente es datado por el INTF en el siglo XII.
El manuscrito fue escrito en el monasterio Gran Laura en el Monte Athos (San Atanasio). Fue llevado del Athos a Francia.
Montfaucon fue el primero que examinó y describió el manuscrito. Luego fue examinado y descrito por Wettstein, Scholz, y Paulin Martin. El texto del Apocalipsis fue recopilado por Hoskier (1929).
Fue añadido a la lista de manuscritos del Nuevo Testamento por Wettstein. C. R. Gregory vio el manuscrito en 1885.
Se encuentra actualmente en la Bibliothèque nationale de France (Coislin Gr. 20) en París.

## Lectura adicional
- Thomas Kingsmill Abbott (1882). Hermaneia 10. Londres. pp. 151-153.

- Datos: Q6870302